# 亚历山大·尼古拉耶维奇·瑙莫夫
亚历山大·尼古拉耶维奇·瑙莫夫（羅馬化：Aleksandr Nikolayevich Naumov；1868年9月20日—1950年8月3日）是一位俄罗斯政治家。

## 生平
瑙莫夫毕业于莫斯科大学，1893年至1897年担任萨马拉省陆军上尉。他于1894年至1897年担任萨马拉省斯塔夫罗波尔地区地方自治局议员，1897年至1902年担任萨马拉省地方自治局主席。沙皇于1902年授予他斯塔夫罗波尔地区贵族元帅称号，并于1905年授予他萨马拉元帅称号。他于1909年、1912年和1915年当选为帝国会议议员，并于1916年再次当选为帝国会议议员。1915年和1916年，他担任俄罗斯农业部长，然后在十月革命后逃离。